# タボラ (小惑星)
タボラ (721 Tabora) は小惑星帯に位置する小惑星である。ハイデルベルクでフランツ・カイザーによって発見された。
マックス・ヴォルフが天文学会に参加するために乗った客船（船名はタンザニアの都市タボーラに由来）にちなんで命名された。